# Litargus marmoratus
Litargus marmoratus is een keversoort uit de familie boomzwamkevers (Mycetophagidae). De wetenschappelijke naam van de soort werd in 1903 gepubliceerd door Antoine Henri Grouvelle.